# Jeon So-mi
Jeon So-mi (em coreano:  hangul: 전소미; hanja: 全昭彌; rr: Jeon So-mi; MR: Chŏn So-mi; nascida Ennik Somi Douma em 9 de março de 2001), mais conhecida na carreira musical apenas como Somi (hangul: 소미), é uma cantora e compositora canadense de origem sul-coreana e neerlandesa baseada na Coreia do Sul. Somi ficou popularmente conhecida por participar do reality show Sixteen, criado pela JYP Entertainment e Mnet em 2015 e por  terminar em primeiro lugar no reality show de sobrevivência da Mnet, Produce 101, estreando no antigo grupo feminino sul-coreano I.O.I. Ela estreou como solista em 13 de junho de 2019 com o single "Birthday".

## Biografia
Somi nasceu em 9 de março de 2001 em Windsor, Ontário, Canadá, de mãe coreana, Jeon Sun-hee e pai canadense-holandês, Matthew Douma. Quando ela tinha um ano de idade, sua família se mudou para a Coreia do Sul. Devido à sua ascendência mista, Somi frequentemente sofria bullying durante sua infância. Somi é faixa preta de terceiro grau em Taekwondo, mas não conseguiu ganhar o quarto grau, como seu pai, devido à sua idade.
Somi se formou na Cheongdam Middle School em 3 de fevereiro de 2017 e na Hanlim Multi Art School, com especialização em Prática Musical e Vocal em 7 de fevereiro de 2020.

## Carreira

### Pré-estreia
Em 2013, ela apareceu no Especial de Dia das Crianças do Let's Go! Dream Team Season 2 da KBS2 como uma das representantes da equipe de demonstração de Taekwondo da Midong Elementary School, onde ela se juntou a Park Joon-hyung. Em agosto de 2014, ela, a mãe e a avó apareceram no 187º episódio do Hello Counselor. Ela também teve uma participação especial no filme de 2014, Ode to My Father, ao lado de seu pai e irmã.

### 2015–2016:Sixteen,Produce 101e I.O.I
Somi fez duas audições para a JYP Entertainment antes de ingressar na empresa, e passou na audição após apresentar "Lonely" de 2NE1, levando-a a aparecer no videoclipe de "Stop Stop It" de Got7 com outras colegas trainees. Em maio de 2015, Somi participou do reality show de sobrevivência Sixteen onde disputou com outras 15 trainees da JYP Entertainment para garantir um lugar no próximo grupo feminino da gravadora depois de Miss A, que mais tarde foi revelado o nome de Twice. No entanto, ela foi eliminada na rodada final, continuando como trainee sob a gravadora.
Em janeiro de 2016, Somi representou a JYP Entertainment no reality show de sobrevivência Produce 101. Ela terminou em primeiro lugar com 858.333 votos e estreou em 4 de maio, com o grupo feminino temporário I.O.I, que estreou com o extended play Chrysalis sob a YMC Entertainment. Em 18 de agosto, foi anunciado que Somi estaria colaborando com as companheiras de grupo do I.O.I, Yoojung do Weki Meki, Chungha (solista) e Huihyeon do DIA, a qual não fazia parte do IOI, porém sua companheira de grupo Chaeyeon que também faz parte do DIA fazia, para o single digital "Flower, Wind and You". Em 7 de outubro, Somi foi selecionada para ser a nova anfitriã do The Show da SBS MTV, junto com o Wooshin do UP10TION.

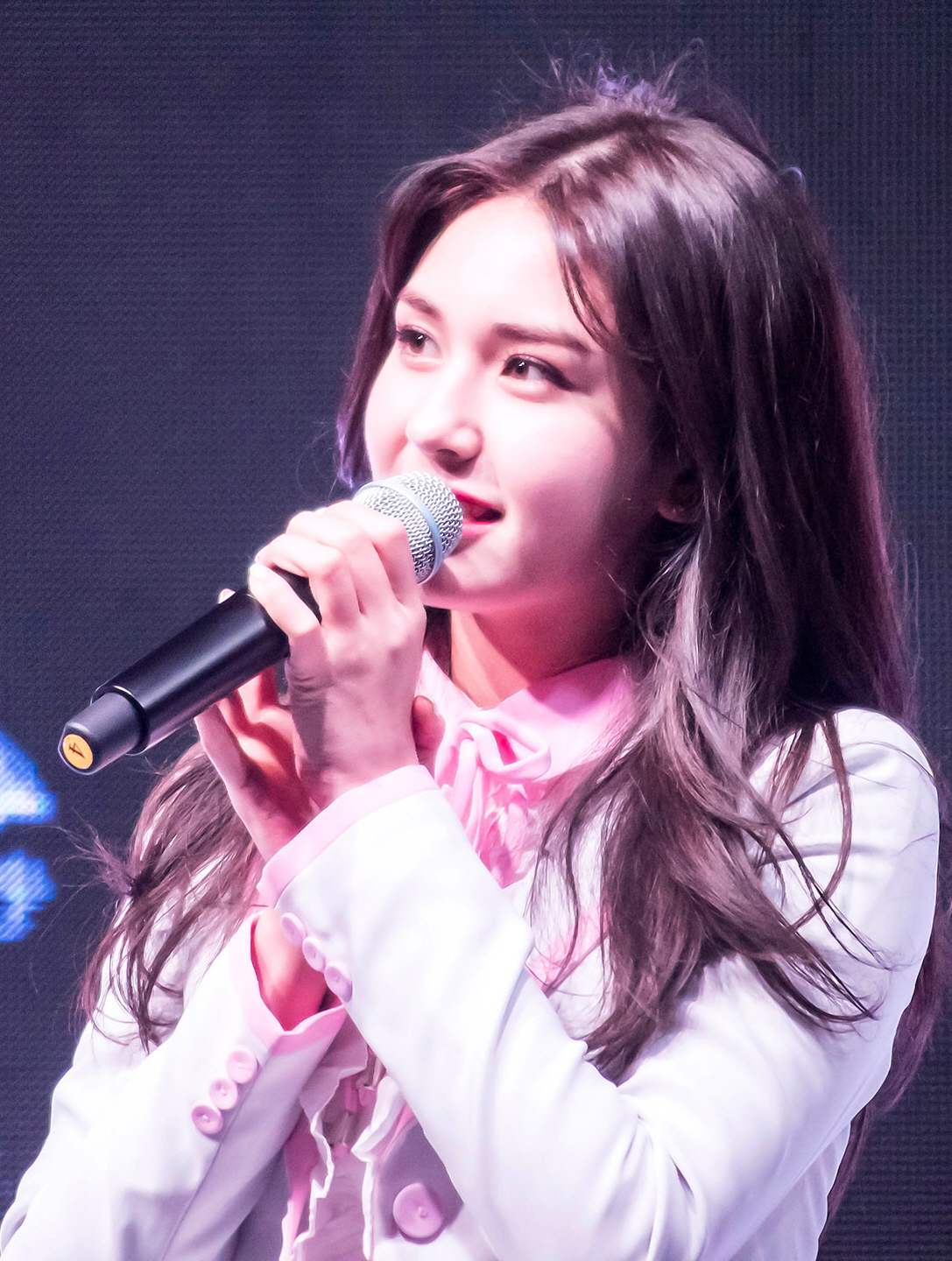
Somi em dezembro de 2016

### 2017–2018: Atividades individuais e saída da JYPE

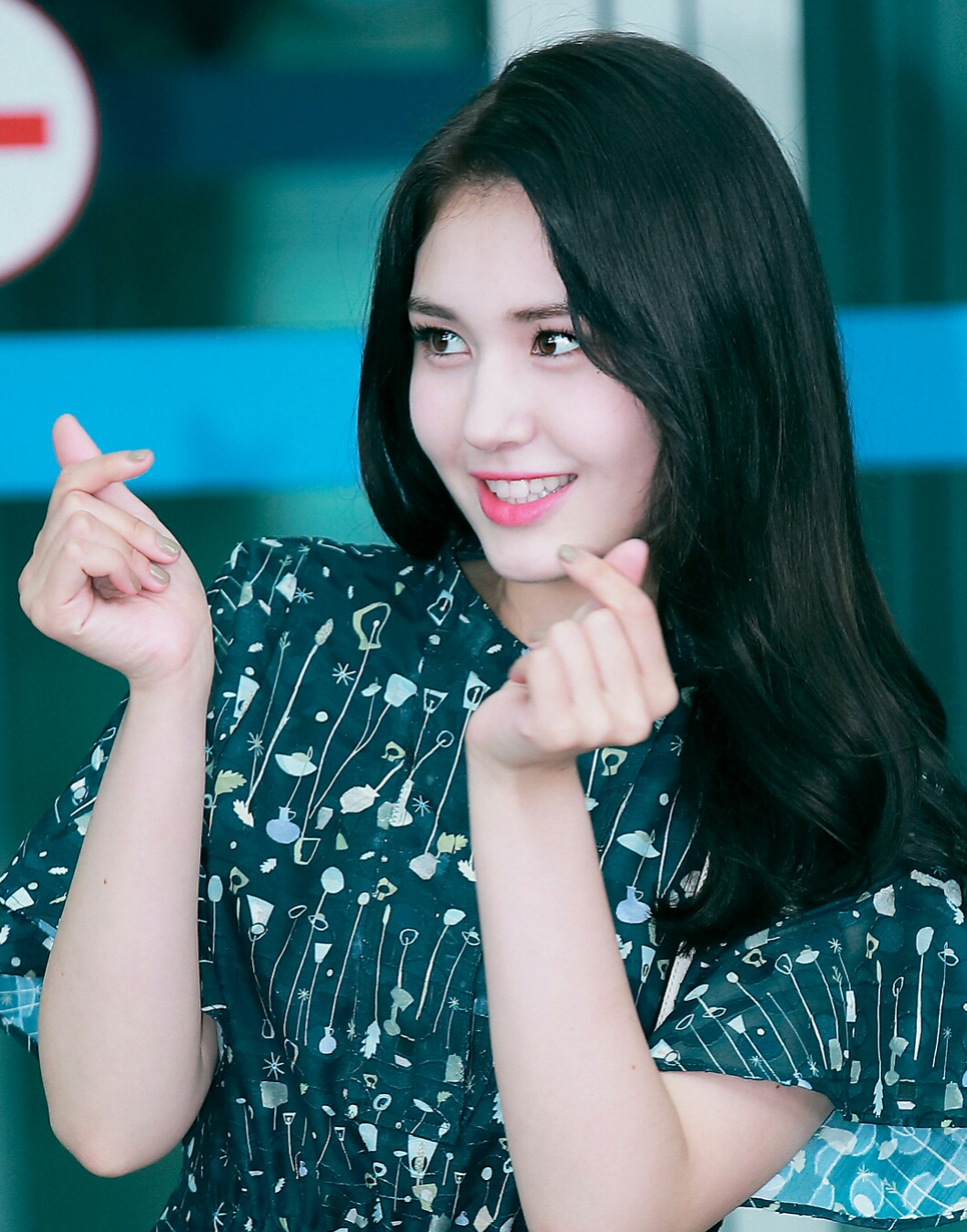
Somi no Aeroporto Internacional de Incheon partindo para Hong Kong, em 6 de junho de 2017.

Em 9 de janeiro de 2017, foi confirmado que Somi assinou um contrato formal com a JYPE para atividades solo relacionadas a aparições na televisão. Logo depois, ela se juntou ao elenco de Sister's Slam Dunk 2 da KBS2. As atividades de Somi com I.O.I logo terminaram após o término de contrato em 29 de janeiro de 2017. Em 9 de março, Eric Nam e Somi lançaram um single digital colaborativo intitulado "You, Who?". Em 12 de maio, Somi estreou com Unnies, o grupo feminino do projeto criado através do Sister's Slam Dunk 2. O grupo lançou os singles "Right?"  e "Lalala Song".
Em 28 de março de 2017, Somi foi escalada para o programa de entretenimento na web da KBS, Idol Drama Operation Team. Ela desempenhou um papel como uma estudante do ensino médio chamada Bo-ram. A filmagem final do show foi realizada em 9 de maio. As setes integrantes do elenco formaram um grupo feminino chamado Girls Next Door e lançaram um single como parte da trilha sonora do programa. A música intitulada "Deep Blue Eyes", co-escrita e co-composta por Jinyoung do B1A4, foi lançada em 14 de junho pela Warner Music Korea. Em novembro de 2017, Somi apareceu no single digital de Jun. K intitulado "Nov to Feb".
Em 20 de agosto de 2018, a JYP Entertainment divulgou uma declaração oficial revelando que, após acordo mútuo, Somi havia rescindido seu contrato, deixando assim a gravadora. No mês seguinte, Somi assinou um contrato exclusivo com a gravadora subsidiária da YG Entertainment, The Black Label, que também abriga o cantor sul-coreano de R&B, Zion.T.

### 2019–presente: Estreia solo
Em 25 de fevereiro de 2019, The Black Label anunciou que Somi estava se preparando para fazer sua estreia como artista solo com um single produzido por Teddy. Seu single de estreia "Birthday" foi lançado em 13 de junho, junto com o videoclipe que o acompanha. Ela fez sua primeira aparição como artista solo no programa musical Show! Music Core da MBC em 15 de junho, apresentando "Birthday" e seu Lado B "Outta My Head".
Em 2019, Somi foi confirmada como parte do elenco de Law of the Jungle in Chuuk. Em 2020, a MBC anunciou que Somi se juntará ao Lose If You're Envious como MC.
Em 28 de março de 2020, o reality show de Somi, I Am Somi, foi lançado no canal da The Black Label no YouTube, mostrando uma série diária de vlog de um ídolo de 20 anos. No sexto episódio de 2 de maio de 2020, Somi revelou que o retorno está atrasado e a série está impedida de restringir as viagens devido à pandemia de COVID-19. Em 14 de julho, foi confirmado que Jeon fará seu retorno em 22 de julho com uma nova canção, intitulada "What You Waiting For". Em 20 de julho, em conjunto com o lançamento de "What You Waiting For", Jeon assinou com a Interscope Records, em parceria com The Black Label; ela será representada ao lado do Universal Music Group para promoções fora da Ásia. Em 6 de agosto de 2020, Jeon levou seu primeiro troféu de show de música com "What You Waiting For" no M Countdown.
Em 4 de maio de 2021, Jeon participou da reunião de cinco anos do grupo I.O.I, através de uma live stream com as outras membros chamada "Yes, I love it!". Em 23 de julho foi confirmado que a cantora faria seu comeback no dia 2 de agosto com um novo single digital chamado "Dumb Dumb".

## Outros empreendimentos

### Endossos
Em julho de 2017, Somi foi selecionada para seu primeiro acordo solo como modelo de campanha da marca de bebidas Coca-Cola Coreia, Fanta.
Em janeiro de 2018, Somi participou da campanha Reebok Classic SS18, "Always Classic". Em 25 de setembro de 2018, a Fundação Wetskills nomeou Somi como embaixadora internacional da Wetskills.
Em fevereiro de 2019, Somi foi selecionada como uma nova modelo para a marca de sapatos da ABC Mart, "Nuovo". Em março de 2019, Somi e Ong Seong-wu foram selecionados como modelos de publicidade para a marca esportiva de estilo de vida Beanpole Sports. Em 20 de maio de 2019, Somi foi escolhida como embaixadora da marca de cosméticos Shiseido Korea.
Em maio de 2021, Jeon foi anunciada como a modelo para a coleção de óculos de sol de 2021 "Eyewear Global Campaign" da Louis Vuitton.

## Discografia

### Singles
| Título                                                                                   | Ano  | Melhor posição | Melhor posição | Melhor posição | Melhor posição | Melhor posição | Melhor posição | Vendas                | Álbum            |
| Título                                                                                   | Ano  | KOR            | KOR            | MLY            | NZ Hot         | SGP            | US World       | Vendas                | Álbum            |
| Título                                                                                   | Ano  | Gaon           | Hot            | MLY            | NZ Hot         | SGP            | US World       | Vendas                | Álbum            |
| ---------------------------------------------------------------------------------------- | ---- | -------------- | -------------- | -------------- | -------------- | -------------- | -------------- | --------------------- | ---------------- |
| "Birthday"                                                                               | 2019 | 22             | 18             | 20             | 28             | 8              | 5              | - : 152,000 - : 1,000 | Birthday         |
| "What You Waiting For"                                                                   | 2020 | 53             | 33             | 8              | 38             | 2              | 8              | —                     | Single sem álbum |
| "Dumb Dumb"                                                                              | 2021 | 11             | 22             | —              | —              | 24             | 5              | —                     | Single sem álbum |
| "—" indica lançamentos que não figuraram nas paradas ou não foram lançados nessa região. |      |                |                |                |                |                |                |                       |                  |

### Colaboração
| Título                                                                                   | Ano  | Posição | Vendas      | Álbum            |
| Título                                                                                   | Ano  | KOR     | Vendas      | Álbum            |
| ---------------------------------------------------------------------------------------- | ---- | ------- | ----------- | ---------------- |
| "Flower, Wind and You" (꽃, 바람 그리고 너) (com Huihyeon, Yoojung e Chungha)            | 2016 | 42      | - : 38,862  | Single sem álbum |
| "You, Who?" (유후) (com Eric Nam)                                                        | 2017 | 16      | - : 191,765 | Single sem álbum |
| "—" indica lançamentos que não figuraram nas paradas ou não foram lançados nessa região. |      |         |             |                  |

### Como artista convidada
| Título                                                                                   | Ano  | Posição | Álbum   |
| Título                                                                                   | Ano  | KOR     | Álbum   |
| ---------------------------------------------------------------------------------------- | ---- | ------- | ------- |
| "Nov to Feb" (11월부터 2월까지) (Jun. K com participação de Somi)                        | 2017 | —       | My 20's |
| "—" indica lançamentos que não figuraram nas paradas ou não foram lançados nessa região. |      |         |         |

### Outras canções nos charts
| "Outta My Head"                                                                          | 2019 | — | 9 | Birthday |
| "—" indica lançamentos que não figuraram nas paradas ou não foram lançados nessa região. |      |   |   |          |

### Créditos de produção
Todos os créditos das músicas são adaptados do banco de dados da Korea Music Copyright Association, salvo indicação em contrário.
| Ano  | Artista | Canção                     | Álbum            | Letra | Música |
| ---- | ------- | -------------------------- | ---------------- | ----- | ------ |
| 2017 | Unnies  | "Right?" (맞지?)           | Single sem álbum | Sim   | Não    |
| 2019 | Somi    | "Birthday"                 | Birthday         | Não   | Sim    |
| 2019 | Somi    | "Outta My Head" (어질어질) | Birthday         | Sim   | Sim    |
| 2020 | Somi    | "What You Waiting For"     | Single sem álbum | Sim   | Sim    |
| 2021 | Somi    | "Dumb Dumb"                | Single sem álbum | Sim   | Não    |

## Filmografia

### Filmes
| Ano  | Título           | Título original | Papel                             | Notas                 | Ref.   |
| ---- | ---------------- | --------------- | --------------------------------- | --------------------- | ------ |
| 2014 | Ode to My Father | 국제시장        | Filha mais velha do Yoon Mak-soon | Participação especial | [ 17 ] |

### Programas de televisão
| Ano  | Título                               | Título original      | Canal   | Notas / Papel                            | Ref.         |
| ---- | ------------------------------------ | -------------------- | ------- | ---------------------------------------- | ------------ |
| 2015 | Sixteen                              | 식스틴               | Mnet    | Concorrente                              | [ 82 ]       |
| 2016 | Produce 101                          | 프로듀스 101         | Mnet    | Concorrente                              | [ 83 ]       |
| 2016 | Battle Trip                          | 배틀 트립            | KBS2    | Viajante Episódio 12 (com Zhou Jieqiong) | [ 84 ]       |
| 2017 | Sister's Slam Dunk Season 2          | 언니들의 슬램덩크    | KBS2    | Membro do elenco                         | [ 85 ]       |
| 2017 | Idol Drama Operation Team            | 아이돌 드라마 공작단 | KBS Joy | Membro do elenco                         | [ 33 ] [ c ] |
| 2017 | I Can See Your Voice                 | 너의 목소리가 보여   | Mnet    | Detetive (Temporada 4 Episódio 4 - 5)    |              |
| 2019 | Not the Same Person You Used to Know | 니가 알던 내가 아냐  | Mnet    | Protagonista (Temporada 2 Episódio 1)    | [ 87 ]       |
| 2019 | Law of the Jungle in Chuuk           | 정글의 법칙          | SBS     | Membro do elenco (Episódio 393 - 397)    | [ 46 ]       |
| 2020 | Lose If You're Envious               | 부러우면 지는거다    | MBC     | Membro do elenco                         | [ 88 ]       |
| 2020 | I Am Somi                            | 아이 엠 소미         | YouTube | Série documental de realidade            | [ 89 ]       |

### Anfitriã
| Ano       | Titulo                        | Titulo Original   | Canal   | Notas                           | Ref.   |
| --------- | ----------------------------- | ----------------- | ------- | ------------------------------- | ------ |
| 2016-2017 | The Show                      | 더 쇼             | SBS MTV | Com Wooshin                     | [ 90 ] |
| 2017      | 26th Seoul Music Awards       | 26th 서울가요대상 | KBS N   | Com Kim Hee-chul & Tak Jae-hoon | [ 91 ] |
| 2018      | Produce 48                    | 프로듀스 48       | Mnet    | Episodio 1 (com Kang Daniel)    | [ 92 ] |
| 2018      | Music Bank World Tour: Berlin | -                 | KBS2    | Com Park Bo-gum                 | [ 93 ] |
| 2020      | Unite ON: Live Concert        | -                 | V Live  | Com Choi Bo-min                 | [ 94 ] |

## Videografia

### Vídeos musicais
| Ano  | Vídeo musical          | Notas                                     |
| ---- | ---------------------- | ----------------------------------------- |
| 2016 | "Yum-Yum"              | Comercial de salmão Alaska CJ CheilJedang |
| 2017 | "You, Who?" (유후)     | Colaboração com Eric Nam                  |
| 2017 | "Right?" (맞지?)       | Com Unnies                                |
| 2017 | "Deep Blue Eyes"       | Com Girls Next Door                       |
| 2019 | "Birthday"             | —                                         |
| 2020 | "What You Waiting For" | —                                         |
| 2021 | "Dumb Dumb"            |                                           |

## Prêmios e indicações
| Ano  | Prêmio                   | Categoria                               | Recipiente | Resultado | Ref.                |
| ---- | ------------------------ | --------------------------------------- | ---------- | --------- | ------------------- |
| 2017 | Korea First Brand Awards | Modelo de comercial                     | —          | Venceu    | [ 95 ]              |
| 2019 | M2 X Genie Music Awards  | A Nova Artista Feminina                 | —          | Indicado  | [ 96 ]              |
| 2019 | Asia Artist Awards       | StarNews Prêmio de Popularidade         | —          | Indicado  | [carece de fontes?] |
| 2019 | Melon Music Awards       | Prêmio Hot Trend                        | —          | Indicado  | [ 97 ]              |
| 2019 | Mnet Asian Music Awards  | Artista do Ano                          | —          | Indicado  | [ 98 ]              |
| 2019 | Mnet Asian Music Awards  | Melhor Nova Artista Feminina            | —          | Indicado  | [ 98 ]              |
| 2019 | Mnet Asian Music Awards  | Worldwide Fans' Choice Top 10           | —          | Indicado  | [ 98 ]              |
| 2019 | Mnet Asian Music Awards  | Artista Feminina Favorita Qoo10 de 2019 | —          | Indicado  | [ 98 ]              |
| 2019 | Mubeat Awards            | Best Female Solo                        | Somi       | Venceu    | [ 99 ]              |
| 2020 | Seoul Music Awards       | Prêmio Performance de Dança             | "Birthday" | Indicado  | [ 100 ]             |

| 2020 | TC Candler: The 8th Annual Independent Critics List | World's 100 Most Beautiful Faces of 2020 | 58º | [ 101 ] |

### Prêmios em Programas Musicais
| Ano  | Canção               | Data         | Pontuação | Ref.    |
| ---- | -------------------- | ------------ | --------- | ------- |
| 2020 | What You Waiting For | 6 de agosto  | 6.776     | [ 55 ]  |
| 2021 | Dumb Dumb            | 12 de agosto | 7.125     | [ 102 ] |